# Sepia bandensis
Sepia bandensis е вид главоного от семейство Sepiidae.

## Разпространение и местообитание
Видът е разпространен в Бруней, Индонезия (Бали, Калимантан, Малуку, Папуа, Сулавеси и Ява), Малайзия (Сабах и Саравак) и Филипини.
Обитава крайбрежията и пясъчните дъна на морета и рифове в райони с тропически климат.